# Hans Litschauer
Hans Litschauer (* 2. November 1925 in Heidenreichstein; † 3. Dezember 2005 ebenda) war ein österreichischer Politiker (SPÖ) und Kammeramtsdirektor. Litschauer war von 1959 bis 1964 sowie von 1969 bis 1975 Abgeordneter zum Landtag von Niederösterreich.

## Leben
Litschauer besuchte die Volks- und Hauptschule und absolvierte danach das Realgymnasium Waidhofen an der Thaya. 1943 wurde er zum Reichsarbeitsdienst eingezogen, zudem musste er ab 1943 seinen Militärdienst während des Zweiten Weltkriegs leisten. Er geriet in sowjetische Kriegsgefangenschaft, aus der er erst 1947 zurückkehrte. Litschauer studierte nach dem Krieg Rechtswissenschaften an der Universität Wien und promovierte 1952 zum Doktor. Er war in der Folge ab 1953 als Klubsekretär tätig und wurde 1955 Bediensteter der Arbeiterkammer Niederösterreich. 1959 übernahm er die Leitung der Volkswirtschaftlichen Abteilung, zwischen 1965 und 1984 hatte er die Funktion des Kammeramtsdirektors inne.

## Politik
Litschauer vertrat die SPÖ vom  4. Juni 1959 bis zum 19. November 1964 sowie vom 20. November 1969 bis zum 31. Dezember 1975 im Niederösterreichischen Landtag. 